# Hsia Ping
 (décembre 2021).
Si vous disposez d'ouvrages ou d'articles de référence ou si vous connaissez des sites web de qualité traitant du thème abordé ici, merci de compléter l'article en donnant les références utiles à sa vérifiabilité et en les liant à la section « Notes et références ».
Pour les articles homonymes, voir Xia et Ha.
Hsia Ping ou Ha Ping (en chinois 夏萍, en pinyin Xià Píng), de ses vrais noms 盧少萍 (en pinyin Lú Shǎo-píng, en cantonais romanisé Lo Siu-Ping) et Teresa Lo, est une actrice hongkongaise née le 6 octobre 1937 à Hong Kong et morte le 5 août 2019, ayant joué dans environ deux cent soixante films de genres différents au cours d'une soixantaine d'années de carrière.

## Biographie
Elle commence sa carrière au milieu des années 1950 d'abord dans le cinéma cantonais, pour lequel elle tourne plusieurs dizaines de films en tant que rôle principal. Après que ce dernier ait provisoirement périclité à la fin des années 1960, elle rejoint le cinéma mandarin et entre à la Shaw Brothers, assurant souvent des seconds rôles. 
Elle joue aussi pour la télévision à partir des années 1980 et reçoit un prix à ce titre en 2005. Elle est nommée aux Hongkong films awards et aux Bauhinia film awards pour le prix du meilleur second rôle en 1996 pour Full Throttle (film).

## Filmographie parcellaire

### Cinéma
- 1956 : The Soul Stealer : Yan Fung
- 1972 : Les 14 Amazones : Tung Yueh Ngo
- 1973 : The Sugar Daddies : madame Fung
- 1974 : The Teahouse : tata Tan
- 1975 : Big Brother Cheng : tata Tan
- 1976 : Le Sabre infernal : Mamie-Démon
- 1976 : La Guerre des clans
- 1978 : Heaven Sword and Dragon Sabre : Mamie-Fleurs-d'Or / Daiqisi, ditele Dragon-à-la-Robe-Grenat
- 1978 : La Mante religieuse : une des tantes Tian
- 1978 : Clan of Amazons : une amazone
- 1978 : Human Lanterns : la mère maquerelle
- 1979 : Full Moon Scimitar
- 1979 : The Deadly Breaking Sword : la tenancière de la maison close
- 1986 : Le Flic de Hong Kong 3 : Ping
- 1994 : Hail the Judge
- 1995 : Full Throttle : la grand-mère
- 1995 : Neige d'été : madame Han
- 1995 : The Saint of Gamblers : la mère de « Dieu-vous-bénisse »
- 1996 : Young and Dangerous (série de films)
- 2001 : Espion amateur : une femme de ménage
- 2004 : La Voie du Jiang Hu : la mère de Hok Yau
- 2007 : Flashpoint